# Yan Sen
Yan Sen (chinesisch 閻森 / 阎森, Pinyin Yán Sēn; * 16. August 1975 in Jiangsu) ist ein chinesischer Tischtennisspieler. Er wurde zweimal Weltmeister im Doppel, Asienmeister im Mixed und Olympiasieger im Doppel.

## Werdegang
Yan Sen begann im Alter von sechs Jahren mit dem Tischtennisspielen. Er wurde 1993 Jugend-Weltmeister im Einzel.
Seine größten Erfolge erzielte er im Doppel mit seinem Landsmann Wang Liqin, mit dem er in der Regel auftrat. Er nahm von 1997 bis 2005 fünfmal an Weltmeisterschaften teil. Dabei kam er 1999 ins Doppelendspiel, das gegen Kong Linghui/Liu Guoliang verloren wurde. Bei den nächsten WMs 2001 und 2003 gelang der Titelgewinn. Bronze holte er 1997 im Einzel sowie 2005 im Doppel und Mixed mit Guo Yan.
Sechsmal qualifizierte er sich durch Erfolge in den ITTF-Pro-Tour-Turnieren für die Teilnahme an den Grand Finals. Hier wurde er 1996, 1998 und 2000 Erster im Doppel. Asienmeister wurde er 1998 und 2000 mit der chinesischen Mannschaft und 2000 im Mixed mit Yang Ying. 2000 wurde er Doppel-Olympiasieger.
In der ITTF-Weltrangliste belegte er im Januar 2001 Platz 25.

## Turnierergebnisse
| Verband | Veranstaltung           | Jahr | Ort             | Land | Einzel        | Doppel        | Mixed         | Team |
| ------- | ----------------------- | ---- | --------------- | ---- | ------------- | ------------- | ------------- | ---- |
| CHN     | Asienmeisterschaft ATTU | 2000 | Doha            | QAT  | Viertelfinale | Halbfinale    | Gold          | 1    |
| CHN     | Asienmeisterschaft ATTU | 1998 | Osaka           | JPN  | Halbfinale    | Halbfinale    |               | 1    |
| CHN     | Asienspiele             | 2002 | Busan           | KOR  |               | Halbfinale    |               | 1    |
| CHN     | Asienspiele             | 1998 | Bangkok         | THA  |               | Viertelfinale |               | 1    |
| CHN     | Olympische Spiele       | 2000 | Sydney          | AUS  | keine Teiln.  | Gold          |               |      |
| CHN     | Pro Tour                | 2004 | Kobe            | JPN  | letzte 32     | Gold          |               |      |
| CHN     | Pro Tour                | 2004 | Wuxi            | CHN  | letzte 16     | Halbfinale    |               |      |
| CHN     | Pro Tour                | 2003 | Guangzhou       | CHN  | letzte 32     | Halbfinale    |               |      |
| CHN     | Pro Tour                | 2003 | Jeju-Si         | KOR  | letzte 16     | Viertelfinale |               |      |
| CHN     | Pro Tour                | 2002 | Eindhoven       | NED  | letzte 32     | Silber        |               |      |
| CHN     | Pro Tour                | 2002 | Magdeburg       | GER  | letzte 32     | Halbfinale    |               |      |
| CHN     | Pro Tour                | 2002 | Qingdao City    | CHN  | letzte 32     | Silber        |               |      |
| CHN     | Pro Tour                | 2002 | Doha            | QAT  | letzte 32     | Gold          |               |      |
| CHN     | Pro Tour                | 2001 | Skövde          | SWE  | Viertelfinale | Gold          |               |      |
| CHN     | Pro Tour                | 2001 | Hainan          | CHN  | letzte 16     | Gold          |               |      |
| CHN     | Pro Tour                | 2000 | Rio de Janeiro  | BRA  | letzte 16     | Silber        |               |      |
| CHN     | Pro Tour                | 2000 | Fort Lauderdale | USA  | letzte 16     | Silber        |               |      |
| CHN     | Pro Tour                | 2000 | Kobe City       | JPN  | letzte 32     | letzte 16     |               |      |
| CHN     | Pro Tour                | 2000 | Chang Chun City | CHN  | letzte 32     | Gold          |               |      |
| CHN     | Pro Tour                | 1999 | Karlskrona      | SWE  | letzte 16     | Halbfinale    |               |      |
| CHN     | Pro Tour                | 1999 | Lievin          | FRA  | letzte 16     | Halbfinale    |               |      |
| CHN     | Pro Tour                | 1999 | Linz/Wels       | AUT  | letzte 16     | Halbfinale    |               |      |
| CHN     | Pro Tour                | 1999 | Bremen          | GER  | letzte 32     | Halbfinale    |               |      |
| CHN     | Pro Tour                | 1999 | Kobe City       | JPN  | letzte 16     | Viertelfinale |               |      |
| CHN     | Pro Tour                | 1999 | Guilin          | CHN  | letzte 16     | Gold          |               |      |
| CHN     | Pro Tour                | 1998 | Courmayeur      | ITA  | Halbfinale    | Halbfinale    |               |      |
| CHN     | Pro Tour                | 1998 | Beirut          | LIB  | Halbfinale    | Halbfinale    |               |      |
| CHN     | Pro Tour                | 1998 | Ji' Nan City    | CHN  | Halbfinale    | Silber        |               |      |
| CHN     | Pro Tour                | 1998 | Melbourne       | AUS  | letzte 16     | Silber        |               |      |
| CHN     | Pro Tour                | 1998 | Wakayama        | JPN  | Viertelfinale | Halbfinale    |               |      |
| CHN     | Pro Tour                | 1998 | Kota Kinabalu   | MAS  | letzte 16     | Silber        |               |      |
| CHN     | Pro Tour                | 1998 | Doha            | QAT  | Halbfinale    | Gold          |               |      |
| CHN     | Pro Tour                | 1997 | Lyon            | FRA  | letzte 16     | Viertelfinale |               |      |
| CHN     | Pro Tour                | 1997 | Kalmar          | SWE  | Silber        | Silber        |               |      |
| CHN     | Pro Tour                | 1997 | Linz            | AUT  | letzte 32     | Halbfinale    |               |      |
| CHN     | Pro Tour                | 1997 | Belgrad         | YUG  | Halbfinale    | Gold          |               |      |
| CHN     | Pro Tour                | 1997 | Zhuhai          | CHN  | letzte 32     | Silber        |               |      |
| CHN     | Pro Tour                | 1997 | Chiba           | JPN  | Halbfinale    | Gold          |               |      |
| CHN     | Pro Tour                | 1997 | Ipoh            | MAS  | Viertelfinale | Gold          |               |      |
| CHN     | Pro Tour                | 1997 | Melbourne       | AUS  | Halbfinale    | Gold          |               |      |
| CHN     | Pro Tour                | 1997 | Fort Lauderdale | USA  | Viertelfinale | Viertelfinale |               |      |
| CHN     | Pro Tour                | 1997 | Rio de Janeiro  | BRA  | letzte 32     | Silber        |               |      |
| CHN     | Pro Tour                | 1996 | Boras           | SWE  | Viertelfinale | Viertelfinale |               |      |
| CHN     | Pro Tour                | 1996 | Lyon            | FRA  |               | Gold          |               |      |
| CHN     | Pro Tour Grand Finals   | 2001 | Hainan          | CHN  |               | Viertelfinale |               |      |
| CHN     | Pro Tour Grand Finals   | 2000 | Kobe City       | JPN  |               | Gold          |               |      |
| CHN     | Pro Tour Grand Finals   | 1999 | Sydney          | AUS  |               | Halbfinale    |               |      |
| CHN     | Pro Tour Grand Finals   | 1998 | Paris           | FRA  | Viertelfinale | Gold          |               |      |
| CHN     | Pro Tour Grand Finals   | 1997 | Hong Kong       | HKG  | letzte 16     | Halbfinale    |               |      |
| CHN     | Pro Tour Grand Finals   | 1996 | Tian Jin        | CHN  |               | Gold          |               |      |
| CHN     | Weltmeisterschaft       | 2005 | Shanghai        | CHN  |               | Halbfinale    | Halbfinale    |      |
| CHN     | Weltmeisterschaft       | 2003 | Paris           | FRA  |               | Gold          | Viertelfinale |      |
| CHN     | Weltmeisterschaft       | 2001 | Osaka           | JPN  | letzte 64     | Gold          | Viertelfinale |      |
| CHN     | Weltmeisterschaft       | 1999 | Eindhoven       | NED  | letzte 16     | Silber        | Viertelfinale |      |
| CHN     | Weltmeisterschaft       | 1997 | Manchester      | ENG  | Halbfinale    | Viertelfinale | letzte 16     |      |